# 金星獎章 (蘇聯)

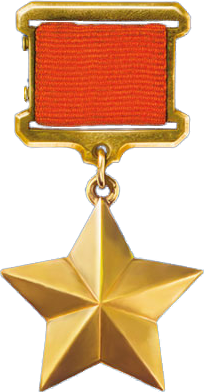
金星奖章

金星奖章（俄语：Медаль «Золотая Звезда»）通常与苏联英雄称号一同授予。苏联最高荣誉，无略，始终佩戴原章于左胸其他勋章奖章的上方。勋章外观是一枚金色的五角星，以及红色波纹绸小上挂，奖章为纯度百分之90以上黄金制成，上挂托架为纯银，整个奖章约重34.264克，每枚奖章都有编号并和苏联中央执行委员会或最高苏维埃颁发的证书一致。
共12777人获此殊荣，其中朱可夫和勃列日涅夫获得了四枚（苏联曾规定该奖章最多给同一人颁发三枚，朱可夫为破例，后改为“只要合规可无上限颁发”），总共约颁发12890枚（一说12745）左右。
该奖章也可授予外国人，极罕见情况下授予军队集体。
获得“苏联英雄”称号和金星奖章者可享受一系列特权。

## 历史
在1934年苏联英雄被设立后规定授予苏联英雄称号同时授予列宁勋章，1937年改为最高苏维埃主席团特别奖状，1939年8月1日改为授予苏联英雄称号同时授予“苏联英雄”奖章 （即金星奖章，1939年10月16日后改称金星奖章，在金星奖章设立后获得“苏联英雄”称号的人仍可获得一枚列宁勋章）， 
尽管金星奖章共颁发了约12890枚，但目前已知的最大号段是11660，苏联最后颁发的三枚金星奖章是11658、11659、11660号金星奖章，它们被授予迪米特里·科马尔、伊利亚·克里舍夫斯基、弗拉基米尔·维佐夫以表彰他们在八月政变期间保卫白宫的行为。
随着苏联的解体，该奖章已停止授予。俄罗斯等部分苏联加盟国延续了这一奖项，设立了属于自己的金星奖章。

## 细节与收藏
金星奖章流入市场较少，别称大金星（小金星则是镰刀锤子金质奖章的别称），带大小证书溢价较高。
当获得金星奖章的时候，会收到三件物品（不包括列宁勋章）金星奖章、和大小两个证书。
金星奖章材质为23k金，五角星形状，章体的中心到5个角约为15-16厘米，章体背面有俄语“苏联英雄”字样。金星奖章章体的顶端焊有一个用于连接挂板的金属挂眼，奖章的挂板材质为银质镀金，背面有别针和一枚转轮，挂板正面覆盖着红色挂布。
除了奖章，得主还会得到一本由苏联最高苏维埃主席团签发的的大证书，戈尔巴乔夫后期的大证书则是由苏联总统签发的。证书的内页夹在一个红色的硬皮封面之中。
小证书是一本紫色或红色仿皮质封面的证书，内页有得主照片。
金星奖章只有两个版本。